# Sanna Solberg
Sanna Charlotte Solberg (Bærum, 16 juni 1990) is een Noorse handbalspeler .

## Carrière

### Club
De eerste twee clubs van Solberg waren Jar en Helset IF. Later stapte Solberg over naar de Noorse eredivisionist Stabæk Håndball, waarmee ze in 2011 de finale van de Norgesmesterskap haalde. Stabæk verloor die finale van de Noorse recordkampioenen Larvik HK. In de zomer van 2014 tekende ze een driejarig contract bij de Noorse topclub Larvik HK. Met Larvik werd ze landskampioen in 2015, 2016 en 2017. Na drie seizoenen Larvik HK maakte ze de overstap naar het Deense Team Esbjerg. Met Esbjerg won ze het Deense kampioenschap in 2019 en 2020 en de Deense beker in 2017 en 2021. Ze heeft sinds de zomer van 2022 een pauze wegens zwangerschap.

### Nationaal team
Solberg speelde al 183 keer voor het nationale team van Noorwegen. Ze debuteerde op 21 september 2010 in een wedstrijd tegen Roemenië. De Noorse nam deel aan het WK 2013 waar het Noorse team geen prijs wist te pakken. Een jaar later op de Europese kampioenschappen van 2014 wel. Toen won ze de gouden medaille. Bij het wereldkampioenschap van 2015 werd goud gepakt. In 2016 werd ze geselecteerd voor de Olympische Spelen in Rio de Janeiro waar de Noorse ploeg Brons pakt. Later dat jaar pakte ze haar tweede Europese titel met Noorwegen. Gevolgd door een zilveren medaille op het WK van 2017 in Duitsland.
In 2020 werd voor de derde keer de Europese titel behaald. Tijdens dat toernooi scoorde ze zeven doelpunten. Bij de Olympsiche Spelen in Tokio werd andermaal een bronzen medaille gewonnen. Solberg scoorde in de loop van het toernooi in totaal 21 doelpunten. Later in 2021 kon ze ook haar tweede wereldtitel op haar erelijst bijschrijven.
Solberg maakte ook deel uit van de Noorse jeugd- en juniorenploeg. Met de juniorenselectie won ze in 2009 het EK Onder-19 en in 2010 het WK Onder-20.

## Familie
Sanna Solberg is de tweeling zus van Silje Solberg, met wie ze samen bij Stabæk IF en in het nationale team heeft gespeeld.